# Ермачиха (Новосибирская область)
Ермачиха — деревня в Тогучинском районе Новосибирской области. Входит в состав Городского поселения рабочий посёлок Горный.

## География
Площадь посёлка — 178 гектаров.

## Население
| 2002 | 2007 | 2010 |
| ---- | ---- | ---- |
| 28   | ↗62  | ↗79  |

## Инфраструктура
В посёлке по данным на 2007 год отсутствует социальная инфраструктура.